# Vitmaskad sånghöna
Vitmaskad sånghöna (Arborophila orientalis) är en fågel i familjen fasanfåglar inom ordningen hönsfåglar.

## Utseende och läte
Vitmaskad sånghöna är en 28 cm lång, satt och kortbent skogslevande hönsfågel. Fjäderdräkten är övervägande grå, på nedre delen av ryggen och stjärten mörkare bandad. Den är svartaktig på hjässa och nacke medan panna, kinder och strupe är uppsendeväckande vita. Vingarna är brunaktiga med mörka spetsar på de inre vingfjädrarna och rostrött på vingpennorna. Näbben är svart, benen röda och runt ögat syns rödaktig bar hud. Lätet har inte dokumenterats.

## Utbredning och systematik
Arten förekommer i bergstrakter på östra Java.. Tidigare behandlades malackasånghöna, bataksånghöna och sumatrasånghöna alla som underarter till orientalis.

## Status
IUCN kategoriserar arten som sårbar.